# Éditions Retz
Pour les articles homonymes, voir Retz.
Éditions Retz est une maison d'édition française spécialisée dans les domaines de l'innovation pédagogique et la relation d'aide[citation nécessaire]. Elle appartient à la Librairie Fernand Nathan, filiale d'Editis.

## Historique
La maison d'édition a été créée en 1975 par François Richaudeau. La seconde Nouvelles Éditions Retz est radiée en 1984.
Le 2 juin 2005, la marque est attribuée à la Librairie Fernand Nathan. Cette société fait partie du groupe d'édition Editis, racheté en décembre 2018 par l'entreprise Vivendi. L'exploitation de la marque a été confiée à une autre filiale d'Éditis : la société Interforum,.

## Catalogue
Son catalogue compte plus d'un millier de titres[citation nécessaire], répartis en trois secteurs : les méthodes scolaires pour l’école primaire, la pédagogie et le périscolaire (pièces de théâtre, cahiers d'activité).
En scolaire, Retz propose des collections issues des résultats de la recherche en psychologie cognitive et culturelle[citation nécessaire], qui renouvellent les manières d’enseigner[citation nécessaire], comme J’apprends les maths, À l’école des albums, CLEO ou les Ateliers Retz (mallettes)[réf. souhaitée]. 
En pédagogie, Retz propose plus d’une vingtaine de collections, allant de l’outil prêt à l’emploi pour la classe, souvent accompagné de ressources numériques (sur DVD, clés USB ou en téléchargement), à l’ouvrage de synthèse théorique, en passant par le théâtre pour l’école[réf. souhaitée].
Retz publie enfin des ouvrages d’aide et de perfectionnement en direction des enfants de 3 à 12 ans (parascolaire) et des professionnels de l’aide et de la formation (psychothérapeutes, formateurs d'adultes, managers)[réf. souhaitée]. 